# Why He Told
«Why He Told» — сингл американського репера King Von з його дебютного студійного альбому Welcome to O'Block, виданий 24 липня 2020 р. на лейблах Only the Family та Empire Distribution.

## Передісторія
29 травня 2014 року Дейвон Беннетт був на денній вечірці з нагоди дня народження сина Ламенди Джонс в Інґлвуді, Чикаго. Помітивши двох членів ворожої банди біля будинку, Вон покинув місце. Попередивши одного відвідувача по телефону про своє повернення та закликавши завести дітей до будинку, він прийшов зі своїм другом, також членом Black Disciple, Майклом Вейдом.
Беннетту пред'явили звинувачення за одним пунктом у вбивстві першого ступеня Малкольма Стакі та двома пунктами в замаху на вбивство. Майкл Вейд спершу погодився здати Вона, утім потім відмовився давати покази. У 2017 році Беннетта визнали невинним. Вейда визнано винним у побитті із застосуванням вогнепальної зброї за обтяжливих обставин і засуджено до 28 років ув'язнення.

## Відеокліп
Прем'єра: 24 липня 2020 року. Режисер:Joán. Відео перегукується з текстом пісні, починається з поліціянтки, яка вмикає диктофон, і перемотує повз видіння Вонового друга-інформатора, що уявляє, як той переслідує його й прокидається в холодному поту від почуття провини за стукацтво. Станом на серпень 2023 року кліп мав 49 млн переглядів на YouTube.